# Luciano Antonio Portolano
Luciano Antonio Portolano (Agrigento, 18 settembre 1960) è un generale italiano. Dal 4 ottobre 2024 è Capo di Stato Maggiore della Difesa. Precedentemente, dal 9 ottobre 2021 al 3 ottobre 2024, ha ricoperto l'incarico di Segretario generale della difesa e di Direttore nazionale degli armamenti.

## Biografia
Originario di Agrigento, ha frequentato il liceo classico Empedocle e ha militato nella locale squadra di atletica "Libertas".
Ha iniziato la carriera militare frequentando l'Accademia Militare di Modena prima (161º corso) e la Scuola di applicazione di Torino poi, conseguendo la Laurea in Scienze Strategiche. Successivamente ha conseguito i Master in "Gestione Integrata e Sviluppo delle Risorse Umane" e in "Scienze Strategiche".
Nel corso della sua carriera militare ha frequentato diversi corsi di Stato Maggiore italiani ed esteri: il Corso di Stato Maggiore dell'Esercito; il Corso Superiore di Stato Maggiore; l'Istituto Superiore di Stato Maggiore Interforze; l'United States Army Command and Staff College (Kansas - USA).
Ha ricoperto molteplici ruoli di comando di diverse unità in relazione al suo grado. Da Tenente e Capitano ha comandato Plotone e Compagnia presso l'Unità corazzata "Ariete" nel 27º Battaglione bersaglieri "Jamiano" di Aviano. In seguito ha comandato il 67º Battaglione bersaglieri prima e poi il 18º Reggimento bersaglieri della Brigata “Garibaldi”. Ha svolto numerosi incarichi presso lo Stato Maggiore dell'Esercito: Ufficiale addetto alla Sezione "Dottrina dell'Ufficio Regolamenti e Politica Militare"; Ufficiale addetto alla Sezione "Formazione e Addestramento" dell'Ufficio Addestramento; Capo Sezione Regolamenti dell'Ufficio Dottrina, Addestramento e Regolamenti; Capo Ufficio "Operazioni" del Reparto Impiego delle Forze/Comando Operativo dell'Esercito.
Dal 2007 al 2010 ha prestato servizio come Addetto Militare presso l'Ambasciata italiana a Londra.
Promosso generale di brigata, dal 10 settembre 2010 al 10 settembre 2012 ha comandato la Brigata meccanizzata "Sassari".
Dal 24 settembre 2012 al luglio 2014 è stato impiegato presso il Comando Operativo di Vertice Interforze quale Capo Reparto Operazioni.
Dal luglio 2014 al 18 luglio 2016 è stato comandante della missione UNIFIL in Libano.
A settembre 2016 assume l'incarico di Capo di Stato Maggiore dell'Allied Joint Force Command di Napoli e nel 2017 è promosso generale di corpo d'armata.
Il 2 settembre 2019 assume la guida del Comando operativo di vertice interforze. Il 26 luglio 2021, contestualmente alla riconfigurazione del COI in COVI, al Gen. Portolano viene consegnata la 4ª stella funzionale "in virtù delle nuove funzioni e per la rilevanza dell’incarico che assume quale Comandante del neocostituito COVI".
Nella seconda decade del mese di agosto del 2021 fino al 31 dello stesso mese, ha diretto l’Operazione “Aquila Omnia”, che ha consentito di trasferire in Italia oltre 5mila persone, di cui circa 4900 afgani. “Aquila Omnia” ha rappresentato uno sforzo operativo e logistico mai sperimentato prima dalla Difesa italiana e ha visto l’impiego di oltre 90 missioni di volo, con un consistente spiegamento di mezzi aerei dell’Aeronautica Militare, cui si sono aggiunte le missioni di aerei forniti da paesi amici e alleati, quali Canada, Pakistan, Qatar, Germania e Stati Uniti, alcuni vettori commerciali contrattualizzati dalla Difesa e di quelli offerti da un’organizzazione non governativa.
Tra l’altro, vale la pena ricordare che il Comando Operativo di Vertice Interforze ha pianificato e diretto “Aquila Omnia” contemporaneamente ad altre 36 operazioni, alcune sul territorio nazionale e altre all’estero, e le operazioni IGEA ed EOS per contrastare la diffusione del COVID-19.
Il 29 settembre 2021 il Consiglio dei Ministri lo nomina segretario generale della difesa e direttore nazionale degli armamenti, insediandosi il successivo 8 ottobre.
Il 17 settembre 2024 viene nominato dal Consiglio dei ministri Capo di Stato Maggiore della Difesa, entrando in carica il 4 ottobre dello stesso anno.

### Missioni

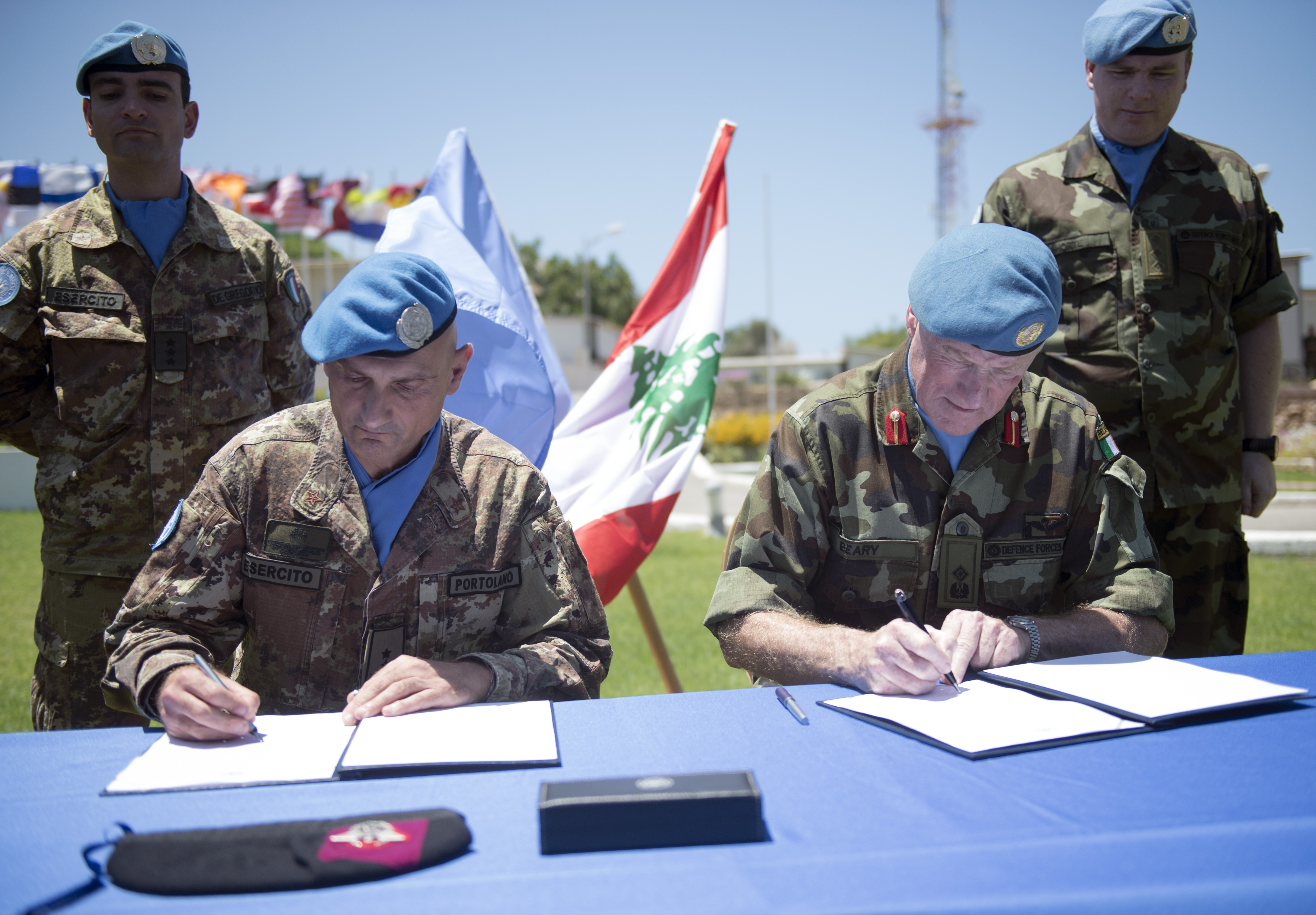
Il Gen. Portolano (a sinistra) cede il comando della missione UNIFIL al Maggior Generale Michael Beary (2016)

Ha operato in molte missioni/operazioni militari al di fuori del territorio italiano:
- missione delle Nazioni Unite in Iraq e Iran (United Nations IRAN - IRAQ Observation Group Mission) (1990-91), con l'incarico di Ufficiale Addetto alla Pianificazione e alle Operazioni;
- missione delle Nazioni Unite in Iraq e Kuwait (United Nations IRAQ - KUWAIT Observation Mission) (1991–92), in qualità di Ufficiale Addetto alle Informazioni e alle Operazioni;
- operazione NATO Joint Endeavour (1996) in Macedonia, quale Comandante di Battaglione;
- operazione NATO Joint Guardian (1999) in Kosovo, in qualità di Comandante di Battaglione, nel 1999;
- missione Antica Babilonia (2003) in Iraq, quale Comandante della Task Force di manovra della JTF;
- missione International Security Assistance Force - ISAF (2011–2012) in Afghanistan, quale Comandante del Regional Command West con sede a Herat.
- missione UNIFIL (2014-2016) in Libano, quale comandante

## Onorificenze

### Onorificenze straniere
In Kosovo – essendo il JFC Naples il Comando sovraordinato del Livello Operativo di KFOR – ha supervisionato la pianificazione di contingenza delle Forze dell’Alleanza a seguito del deteriorarsi dello scenario politico della Regione, che ne aveva compromesso le condizioni di sicurezza, contribuendo a garantire la stabilità ai cittadini Kosovari.
Il Gen. C.A. Luciano PORTOLANO ha supervisionato, inoltre, la condotta della più grande esercitazione della NATO dalla fine della Guerra Fredda. In aggiunta, il suo contributo è stato fondamentale nel processo di Adattamento della Struttura di Comando della NATO, nella transizione dal NATO Training Capacity building Iraq al conseguimento della Capacità Operativa Iniziale della NATO Mission-Iraq, e ha pianificato le attività verso il raggiungimento della Piena Capacità Operativa del NATO Strategic Direction South/Hub.
Un vero guerriero che ha spinto e sostenuto il suo Stato Maggiore fin dalle fasi iniziali delle attività di pianificazione volte al conseguimento della certificazione NATO Responce Force 2019, attraverso una costante azione di valutazione delle varie fasi dell’esercitazione, e mediante una continua attività di analisi e studio volta a prevedere e prevenire le innumerevoli variabili che caratterizzano un’operazione militare (Fog of War), assicurando, in tal modo, il pieno successo del Comando. 
Distintivi d'Onore